# 绿曼巴
绿曼巴（学名：Dendroaspis viridis），也称西部绿曼巴，是屬於曼巴蛇屬的一种毒蛇。该物种于1844年被美国爬虫学家愛德華·哈洛威爾識別。西部绿曼巴是一种树栖物种，主要生活在非洲西部的沿海热带雨林、灌木丛和林地地区。它能够快速地在树木中穿行。它还将來到地面捕食啮齿动物和其他小型哺乳动物。
西部綠曼巴蛇是一種害羞而敏捷的蛇，主要生活在非洲西部的沿海熱帶雨林、灌木叢和林地地區。它的毒液是速效突觸前和突觸後神經毒素（樹突毒素）、心臟毒素和肌束蛋白的高效混合物. 一些人認為這個物種不是特別具有攻擊性的蛇，但其他人則認為它們非常緊張，並且在走投無路時容易進行攻擊性攻擊。與該地區發現的其他一些物種相比，與人類的衝突較低。這個物種咬人的情況很少見。然而，他們的死亡率很高。許多記錄在案的咬傷是致命的。嚴重的、危及生命的症狀的快速進展是曼巴咬傷的標誌。毒液叮咬可能會迅速致命。

## 描述

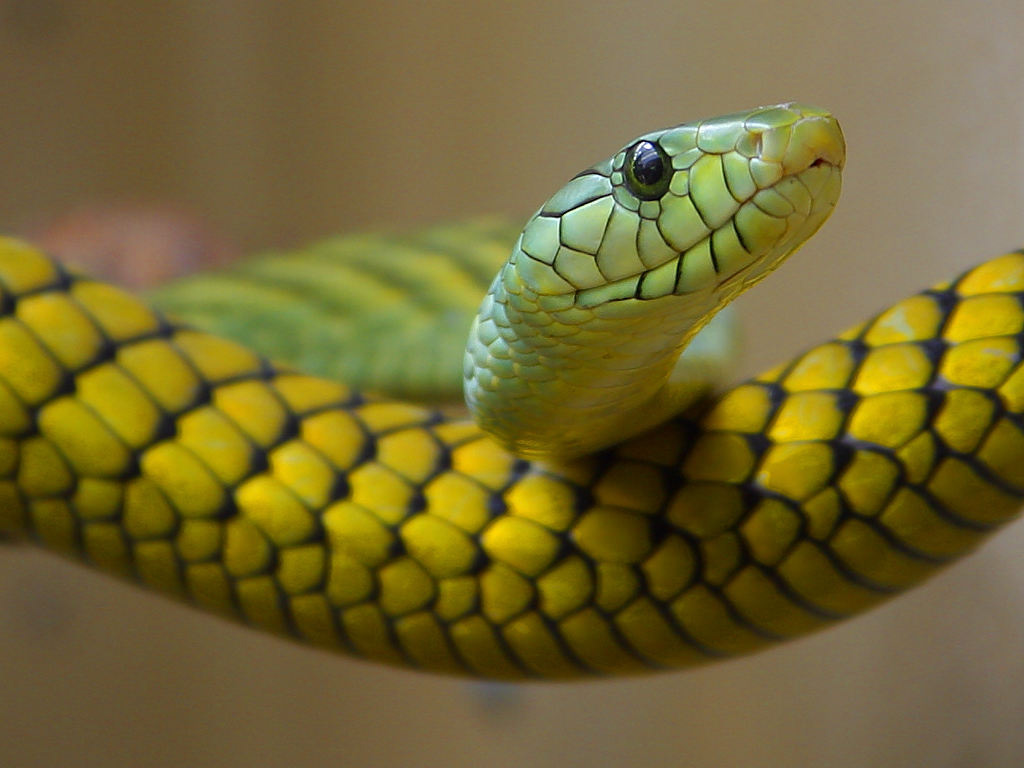

西部綠曼巴蛇有細長的身體，長而尖的尾巴。成年人的平均長度在 1.4 米（4.6 英尺）和 2.1 米（7 英尺）之間，大的接近 2.4 米（8 英尺）長。長而細的頭在中等大小的眼睛上方有明顯的眼角，有圓形的瞳孔和黃褐色的虹膜。當受到威脅或以其他方式喚醒時，西部綠曼巴能夠將其頸部區域展平成一個輕微的兜帽。這條蛇是鮮綠色的，朝著尾巴逐漸變成黃色或橙色。它的鱗片有明顯的黑色邊緣，使該物種具有網絡狀圖案。
西部綠曼巴可能被誤認為是類似的物種，例如 Philothamnus 屬的綠色叢林蛇或非洲樹蛇Boomslang ( Dispholidus typus )。
身長細長，略微壓縮，身體非常纖細的蛇，尾巴長而變細。最大可以長到2.40米左右。頭窄而細長，有明顯的眼角，與頸部稍有區別。當蛇被激怒時，頸部可能會變平，但沒有頭巾。眼睛中等大小，瞳孔圓形，虹膜黃褐色。背鱗是傾斜的、光滑的，並且特別大而窄（除了與腹排接壤的那一個，每個背鱗都相當於 2 個腹側的長度）。

## 分佈與棲息地
西部綠曼巴原產於西非 ，從岡比亞和塞內加爾南部到貝寧，包括中間國家（從西到東）幾內亞比紹、幾內亞、塞拉利昂、利比里亞、科特迪瓦（科特迪瓦）、加納和多哥。在多哥很常見，最北至Alédjo 野生動物保護區，但理論上可能在卡拉地區的 Sarakawa 和 Djamdé 森林中發現。尼日利亞的記錄是可疑的，來自中非共和國的報告更有可能是對簡氏曼巴蛇的錯誤識別。
西部綠曼巴主要生活在非洲西部的沿海熱帶雨林、灌木叢和林地地區。西部綠曼巴的大部分記錄來自連續森林，但岡比亞和幾內亞比紹的記錄來自孤立的森林。只要保留足夠的樹籬和灌木叢，該物種就會在樹木覆蓋已被移除的地區持續存在。在一些植被適宜的郊區和城鎮以及其中的公園中發現。它主要局限於降雨量超過 1,500 毫米（60 英寸）的地區。然而，在多哥，它的範圍延伸到北部較乾燥的開闊森林、西部的幾內亞熱帶稀樹草原和沿海地帶。

## 習性
晝夜和陸生，具有強烈的樹棲傾向，大部分時間，西部綠曼巴蛇大部分時間都在森林樹冠中度過，警覺、緊張和極其敏捷的蛇。住在相當高的高度，但有時會到地面獵食。當它想睡覺時，它會尋找提供密集覆蓋的樹枝。如果遇到人，它通常會逃跑，如果靠近它，它通常會在可能的情況下迅速逃到一棵樹上， 只有在走投無路或被激怒時才可能咬人。

## 生育
該物種產下約6至14個卵。

## 獵食
西部綠曼巴蛇通常在樹上捕獵，但也可以在地面上捕獵，它會主動追捕獵物，快速且頻繁地攻擊，直到獵物被毒液感染。它捕食鳥類和小型哺乳動物，包括囓齒動物和松鼠。

## 毒液
西部綠曼巴蛇被世界衛生組織歸類為在撒哈拉以南非洲西部具有醫學重要性的蛇，儘管這種物種的叮咬很少見，因為它很少遇到。被咬後，症狀會迅速開始顯現，通常在最初的 15 分鐘或更短的時間內。毒液在組織中傳播並產生威脅生命症狀的快速表現的非凡速度是曼巴蛇獨有的。被西方綠曼巴咬傷的常見症狀包括局部疼痛和腫脹，雖然不常見，但局部壞死可能是中度的、共濟失調、頭痛、嗜睡、呼吸困難、眩暈、低血壓（低血壓）、腹瀉、頭暈和癱瘓。如果不及時治療，新的和更嚴重的症狀會迅速發展。所有症狀都會惡化，受害者最終會因呼吸肌麻痺而窒息而死。毒液叮咬可能會迅速致命，這可能在 30 分鐘內發生。
與大多數其他曼巴蛇的毒液相似，西部綠曼巴蛇的毒液主要含有三指毒劑。黑曼巴蛇是個例外，它的毒液也缺乏強效的α-神經毒素。人們認為這可能反映了該物種的首選獵物——主要是陸棲黑曼巴蛇的小型哺乳動物，而其他主要是樹棲曼巴蛇的鳥類。與許多蛇種不同，曼巴蛇蛇的毒液中幾乎沒有磷脂酶 A2。總體而言，西部綠曼巴蛇的毒液比東部綠曼巴蛇更強，與簡氏曼巴蛇的毒液相似或略低，比黑曼巴蛇的毒力低得多。
毒液主要由突觸前和突觸後神經毒素、心臟毒素和 fasciculins 組成。毒液的毒性可能因飲食、地理位置、年齡相關變化和其他因素等各種因素而有很大差異。該物種的SC和IV LD 50分別為 0.79 mg/kg 和 0.71 mg/kg (Christensen 和 Anderson (1967))。一項研究確定，通過腹膜內 (IP) 途徑給予小鼠的毒液的 LD 50為 0.33 mg/kg。在使用通過腹膜內 (IP) 途徑施用西方綠曼巴毒液的小鼠的另一項測試中，LD 50為 0.045 mg/kg。 另一項實驗性 IV LD 50毒性為 0.5 毫克/公斤，平均毒液產量為 100 毫克。與其他曼巴蛇物種一樣，西部綠曼巴蛇毒液是作用最迅速的蛇毒之一。

## 治療
毒液發作的速度意味著需要緊急醫療護理。對於疑似毒蛇的任何咬傷，標準急救治療是使用壓力繃帶，盡量減少受害者的活動，並迅速將其送往醫院或診所。由於綠曼巴毒液的神經毒性，動脈止血帶可能是有益的。 有時會使用破傷風類毒素，但主要的治療方法是使用適當的抗蛇毒血清。

## 外部鏈接
https://reptile-database.reptarium.cz/species?genus=Dendroaspis&species=viridis （页面存档备份，存于）
https://en.m.wikipedia.org/wiki/Western_green_mamba （页面存档备份，存于）
http://www.toxinology.com/fusebox.cfm?fuseaction=main.snakes.display&id=SN0171 （页面存档备份，存于）
https://commons.wikimedia.org/wiki/Category:Dendroaspis_viridis （页面存档备份，存于）